# Конвей (переписна місцевість, Нью-Гемпшир)
Конвей (англ. Conway) — переписна місцевість (CDP) в США, в окрузі Керролл штату Нью-Гемпшир. Населення — 3576 осіб (2020).

## Географія
Конвей розташований за координатами 43°58′50″ пн. ш. 71°7′47″ зх. д. / 43.98056° пн. ш. 71.12972° зх. д. (43.980445, -71.129702).  За даними Бюро перепису населення США в 2010 році переписна місцевість мала площу 7,89 км², з яких 7,35 км² — суходіл та 0,54 км² — водойми. В 2017 році площа становила 19,10 км², з яких 18,13 км² — суходіл та 0,97 км² — водойми.

## Демографія
Згідно з переписом 2010 року, у переписній місцевості мешкали 1823 особи в 853 домогосподарствах у складі 441 родини. Густота населення становила 231 особа/км².  Було 1062 помешкання (135/км²).
Расовий склад населення:
| - 97,4 % — білих - 0,7 % — корінних американців - 0,4 % — азіатів - 0,1 % — чорних або афроамериканців |

До двох чи більше рас належало 1,2 %. Частка іспаномовних становила 0,4 % від усіх жителів.
За віковим діапазоном населення розподілялося таким чином: 20,6 % — особи молодші 18 років, 64,0 % — особи у віці 18—64 років, 15,4 % — особи у віці 65 років та старші. Медіана віку мешканця становила 42,6 року. На 100 осіб жіночої статі у переписній місцевості припадало 93,1 чоловіків;  на 100 жінок у віці від 18 років та старших — 88,8 чоловіків також старших 18 років.
Середній дохід на одне домашнє господарство  становив 56 560 доларів США (медіана — 39 921), а середній дохід на одну сім'ю — 62 330 доларів (медіана — 43 828). За межею бідності перебувало 10,8 % осіб, у тому числі 8,1 % дітей у віці до 18 років та 5,8 % осіб у віці 65 років та старших.
Цивільне працевлаштоване населення становило 1662 особи. Основні галузі зайнятості: освіта, охорона здоров'я та соціальна допомога — 22,3 %, мистецтво, розваги та відпочинок — 20,3 %, роздрібна торгівля — 17,3 %.